# NGC 7281
NGC 7281 في الفهرس العام الجديد، هي مجرة، تقع في كوكبة الملتهب. اكتشفت في 5 أكتوبر 1829 بواسطة جون هيرشل.

## روابط خارجية
- NGC 7281 على موقع ويكي سكاي: DSS2, SDSS, GALEX, IRAS, Hydrogen α, X-Ray, Astrophoto, Sky Map, Articles and images